# Rotlech
Rotlech – rzeka w Austrii, w Tyrolu (powiat Reutte), o długości około 17 km, prawy dopływ Lechu.
Rzeka bierze swoje źródło w Alpach Lechtalskich, na północnych stokach Heiterwandu, na wysokości 2210 m n.p.m. Uchodzi w Weißenbach am Lech do Lechu.
Kilka kilometrów od ujścia Rotlech tworzy zbiornik retencyjny Rotlech (niem. Rotlechstausee), ma on długość około 1 km i pojemność 1,1 mln m³.
Nad rzeką leżą miejscowości Rauth, Rinnen i Brand (gmina Berwang), w Rauth na rzece znajduje się młyn wodny.

## Lewe dopływy
- Knodenbach
- Krimplingbach
- Rotbach
- Liegfeistbach

## Prawe dopływy
- Loreggbach
- Wildkarlebach
- Suwaldbach
- Brandner Bach
- Seebach